# Corps Normannia-Halle
Das Corps Normannia-Halle ist eine Studentenverbindung in Gießen, die von jeher zu Mensur und Couleur steht. 1846 in Halle gestiftet, musste sie wie alle Verbindungen in der Zeit des Nationalsozialismus suspendieren. Normannia rekonstituierte 1951 in Erlangen und verlegte 1961 nach Gießen.

## Geschichte
Auf Betreiben von Siebenbürger Sachsen wurde Normannia 1846 an der Friedrichs-Universität Halle als freischlagende Progressverbindung Normannia gestiftet. Stifter waren die Studenten Voß, Gerhard, Wernicke, Krüger, Fischer, Schade, Dörr, Gause, Schwarz und Gerstecker. Paragraph 1 der Urstatuten lautet: „Die Normannen haben sich untereinander verbunden, um unter sich die Freiheit aufrechtzuerhalten, die Ehre zu bewahren und die Freuden der Geselligkeit zu genießen.“ Zur Bedeutung der Farben ist folgender Vers überliefert:
Blau wie die Treue, sei der Brüder Zeichen.

Rein wie das Gold der Geist, der uns durchglüht,

Und daß wir nie vom Pfad der Ehre weichen

Sei weiß das Band, das unsre Brust umzieht.
Eine Annäherung an den Hallenser Senioren-Convent hatte es bereits seit dem Sommersemester 1870 gegeben, indem ein gemeinsamer Paukcomment mit dem SC vereinbart und im Wintersemester 1872/1873 das „Keuschheitsprinzip“ aufgegeben wurde. Der Wahlspruch lautet Freiheit, Ehre, Treue. Ende des 19. Jahrhunderts hatte Normannia mehrere Zweibändermänner mit Borussia Tübingen, Hercynia Göttingen und Baltia Königsberg. Normannia renoncierte seit dem 11. Dezember 1875 beim SC zu Halle und wurde am 2. Februar 1876 recipiert. Seither ist das Corps im Kösener Senioren-Convents-Verband. Der Bund war dann vom 6. Mai 1876 bis Anfang Wintersemester 1876/77, vom 20. April 1887 bis zum 27. Juli 1888, vom 16. Mai bis zum 28. Juli 1890 und wegen Nachwuchsmangels seit dem 26. Januar 1899 suspendiert.

### Erbe von ADB und RSC
Der Akademische Stenographen-Verein Halle wurde am 29. Juni 1885 mit den Farben moosgrün-weiß-rosa gegründet. Er wandelte sich am 20. Januar 1890 in die schwarze Verbindung Suevia mit unbedingter Satisfaktion um. Er legte am 19. Februar 1893 Couleur mit moosgrüner Mütze an und suspendierte am 2. Juli 1885. Suevia rekonstituierte am 12. April 1904 als Burschenschaft und wurde am 15. Januar 1905 probend und am 11. Juni 1905 endgültig in den Allgemeinen Deutschen Burschenbund (ADB) aufgenommen. Seit dem Sommersemester 1905 wurden weiße Stürmer getragen. Suevia gründete am 14. Mai 1906 Arminia als Tochterverbindung. Diese trat am 4. März 1910 in Suevia zurück. Suevia trat am 19. März 1910 aus dem ADB aus und führte am 16. April 1910 die Bestimmungsmensur ein. Sie renoncierte seit dem 22. April 1913 im Rudolstädter Senioren-Convent (RSC) und fusionierte am 8. Mai 1913 mit Cimbria zu Suevo-Cimbria mit den Farben der Cimbria blau-gold-schwarz. Sie wurde am 6. Juni 1914 in den RSC recipiert und suspendierte am 21. Februar 1920. Am selben Tage wurde Normannia unter Aufnahme der Aktiven von Suevo-Cimbria erneuert. Die Fuchsenfarben wurden in blau-gold-blau geändert. Einige Alte Herren der Suevo-Cimbria wurden am 8. Juli 1920 Corpsschleifenträger der Normannia.

### Magdeburger Kreis

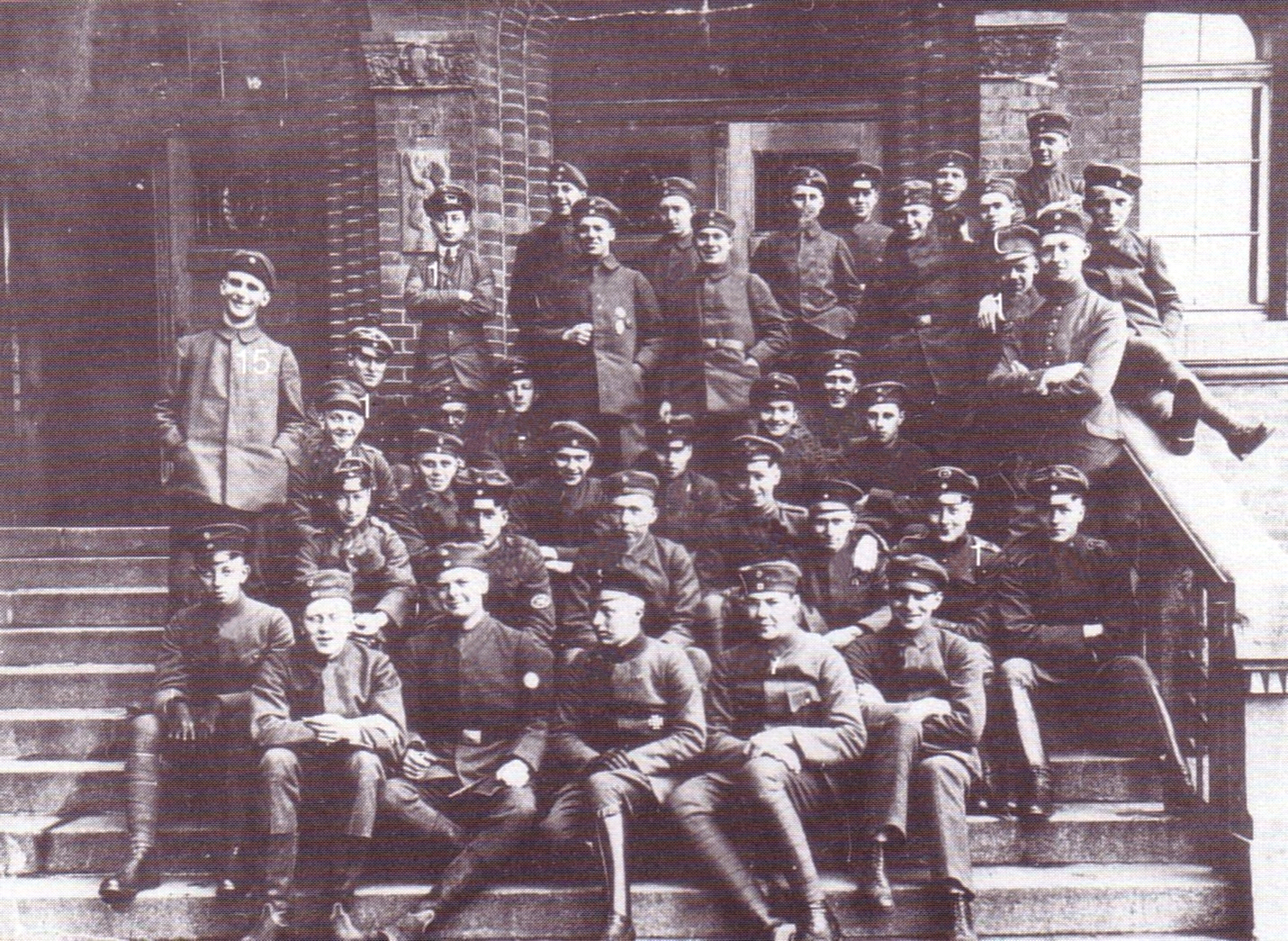
Hallenser Zeitfreiwillige mit 16 Normannen (1920)

Vor 1925 wurde der 15. Januar 1846 vom KSCV als Stiftungstag anerkannt. In den 1920er Jahren wurden wieder einige Siebenbürger Sachsen aktiv, u. a. Georg Tartler. Mit den Corps Vandalia Berlin, Budissa und Makaria Würzburg gründete Normannia am 23. Oktober 1927 den Magdeburger Kreis.

### NS-Zeit
Unter dem Druck des egalitären Nationalsozialismus musste Normannia 1935 wie alle Corps erneut suspendieren. Mit Borussia Halle, Guestphalia Halle, Palaiomarchia, Saxonia Halle und Teutonia betreute Normannia nach 1938 die Kameradschaft mit dem endgültigen Namen „Gustav Nachtigal“.

### Neubeginn in Erlangen und Gießen
Mit Hilfe der befreundeten Makaria-Guestphalia konnte Normannia 1951 im Erlanger Senioren-Convent rekonstituieren. Sie verlegte 1961 an die Justus-Liebig-Universität Gießen und ist seither im Gießener Senioren-Convent.

## Corpshäuser

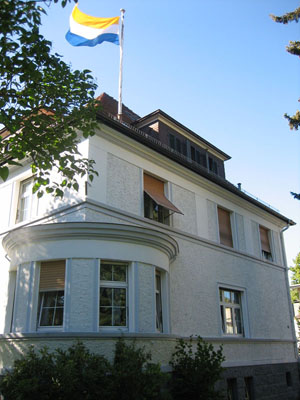
Corpshaus in Gießen

Der Bau eines eigenen Corpshauses wurde im Rahmen des Festconventes anlässlich des 50. Stiftungsfestes im Jahre 1896 beschlossen. Zum Bau eines Corpshauses kam es vorerst jedoch nicht, da das Corps mit Beschluss vom 26. Januar 1899 wegen Nachwuchsmangels suspendieren musste. Erst am 27. Februar 1920 konnte Normannia mit Hilfe des RSC-Corps Suevo-Cimbria rekonstituieren und den aktiven Betrieb wieder aufnehmen. Anlässlich des 75. Stiftungsfestes wurde 1921 der Verein alter Hallenser Normannen gegründet. Damals bezog Normannia das Haus, das kurz zuvor von Suevo-Cimbria erworben worden war. Das Corpshaus in der Wettiner Straße 28 (heute Karl Liebknecht-Straße) wurde 1927 gekauft.

## Mitglieder
- Gerhard Berting (1900–1963), Verwaltungsjurist, Oberstadtdirektor von Solingen
- Eduard von Boguslawski (1905–1999), Pflanzenbauwissenschaftler
- Gerhard Bommel (1902–1966), Regierungspräsident, SS-Brigadeführer
- Alfred Doenicke (1928–2021), Anästhesiologe
- Samuel Dörr (1824–1911), Stifter des Corps, Verwaltungsbeamter in Siebenbürgen, Abgeordneter zum Ungarischen Reichstag
- Alfred Genzmer (1851–1912), Chirurg in Halle
- Stephan Genzmer (1849–1927), Landrat in Westpreußen, Richter am Preußischen Oberverwaltungsgericht
- Oskar Gerhard (1826–1895), Lehrer, Stifter des Corps
- Georg Irmer (1853–1931), Archivar, Konsul und Historiker
- Maximilian Jahrmärker (1872–1943), Psychiater in Marburg
- Friedrich Karl Kleine (1899–1951), Mikrobiologe
- Paul Kraske (1851–1930), Chirurg
- Julius Lerche (1836–1914), Amtsgerichtsrat, MdR, MdHdA
- Ernst Meister (1887–1939), preußischer Staatsgeologe
- Paul Georg von Möllendorff (1847–1901), Sprachwissenschaftler und Diplomat, „Bismarck von Korea“
- Ottomar Müller (1847–1921), MdR
- Hugo von Rabenau (1845–1921), Botaniker
- Georg Richter (1853–1925), Oberbürgermeister von Frankfurt a. O. und Hirschberg
- Heinrich Rohland (1876–1945), deutscher Konsularbeamter
- Otto Rose (1882–1952), Journalist und Politiker (NLP, DVP, NSDAP), Mitglied der Hamburgischen Bürgerschaft
- Hugo Rothert (1846–1936), Pfarrer und Kirchenhistoriker
- Hermann Rothert (1875–1962), Jurist und Historiker
- Oskar Schade (1826–1906), Stifter des Corps, Germanist
- Holger Siebert (* 1958), Jurist und Fachbuchautor für Erbrecht
- Hans-Helmut Schnelle (1913–1974), Chirurg und Orthopäde, Hochschullehrer in Rostock und Halle
- Otto-Karl Sperling (1917–1996), Orthopädie-Ordinarius an der Charité
- Werner Stumpfe (1937–2018), Präsident Gesamtmetall
- Georg Tartler (1899–1976), Hygieniker